# Hydrobiosella tasmanica
Hydrobiosella tasmanica là một loài Trichoptera trong họ Philopotamidae. Chúng phân bố ở miền Australasia.